# Les Youlés
Les Youlés  est un groupe musical ivoirien donnant dans le style musical du Youssoumba apparu dans les années 1990 à 2000. Le groupe a produit plusieurs tubes (Sabina, Tout petit, Esmel...) avant de se disloquer au début des années 2000. En 2020 le chanteur principal, Bonigo s'est lancé en solo. 